# 올라부 지 카르발류

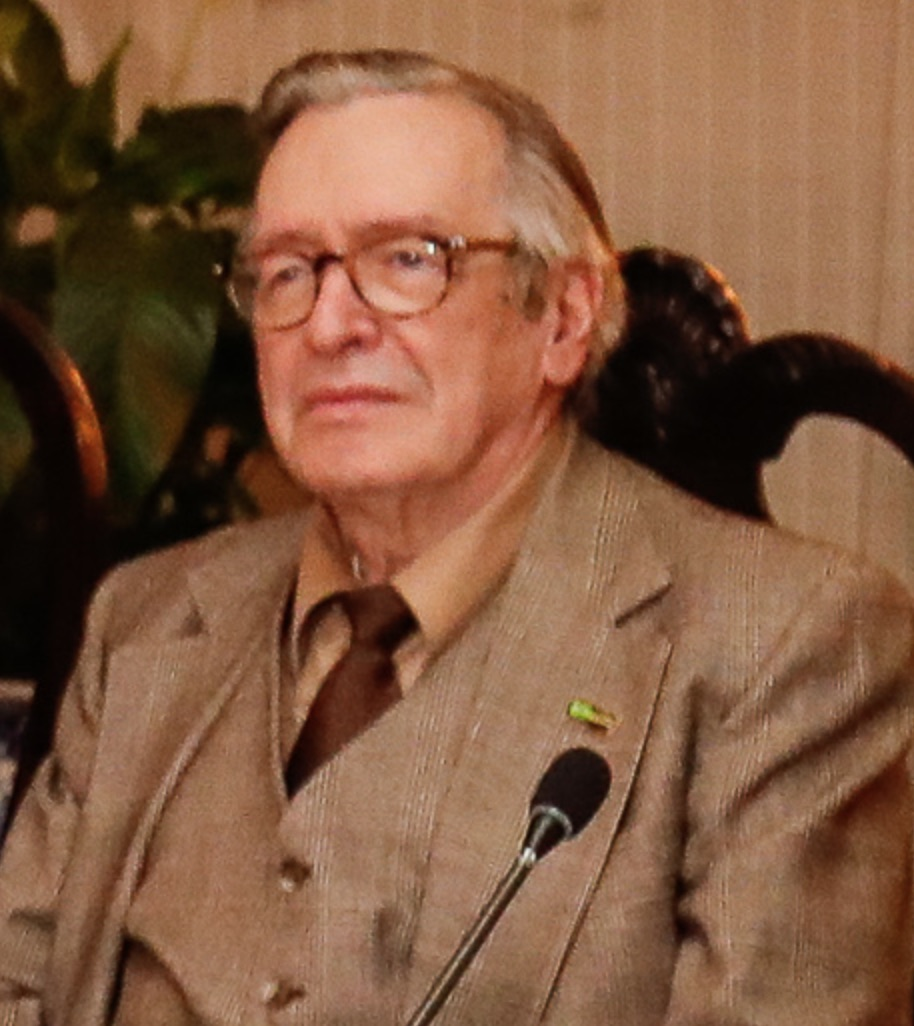

올라부 루이스 피멘텔 지 카르발류(브라질 포르투갈어: Olavo Luiz Pimentel de Carvalho, 1947년 4월 29일~2022년 1월 24일)는 브라질의 논객, 극우 음모론자이다.
1970년대부터 브라질 언론에 기고했는데, 특히 1990년대에 우 글로부 등의 신문에 기고하면서 유명해졌다. 1980년대에는 점성술사로도 활동했다. 2000년대부터는 블로그와 소셜 미디어에 보수주의·반공주의적인 시각을 담은 글을 올렸다. 2010년대에는 토론회에 자주 참가하면서 ‘극우의 아버지’ 등의 같은 칭호를 얻었다.
2005년부터 미국 버지니아주 리치먼드 근교에서 살았다. 2009년에 Inter-American Institute for Philosophy, Government, and Social Thought를 세워 학장이 되었으나, 이 학교는 카르발류의 자질과 학력 위조 논란이 생긴 뒤 2018년 폐교되었다.
자이르 보우소나루와는 2013년부터 교류가 있었다는 증언이 있다. 2014년부터 유튜브의 보수 정치 채널에 같이 출연하는 등의 활동을 했다. 2017년에 보우소나루의 ‘사상가(ideólogo)’라는 별명이 붙었지만, 카르발류 자신은 이를 부정했다.
카르발류 자신은 스스로 철학자라고 칭했으나, 다른 철학자들은 그의 견해를 부정한다. 특히 그의 논조는 혐오 발언과 반지성주의를 조장한다는 비판을 받는다. 그는 지동설이 근거가 없으며 천동설도 지동설만큼 타당하다고 주장했다. 또한 지구가 둥근지 평평한지 같은 질문에도 명확한 답이 없다는 글을 쓰기도 했다.
카르발류는 반백신 운동을 했으며 에이즈가 이성애자에게는 해를 끼치지 않는다는 잘못된 주장을 했다. 코로나19 범유행중이던 2020년 3월에는 코로나19 사망자가 존재하지 않으며 전부 조작된 것이라고 주장했다.
2022년 1월 코로나19 감염으로 입원했으며 1월 24일 사망했다. 카르발류의 딸은 그가 코로나19로 사망했다고 밝혔다.